# Rue de l'Aigle
La rue de l'Aigle est une voie de communication située à La Garenne-Colombes (Hauts-de-Seine).

## Situation et accès
Cette rue commence à la limite de Courbevoie, au croisement de la route départementale 6 et de la route départementale 11. Progressant en ligne droite vers le nord-est, elle traverse notamment le rond-point du Souvenir-Français, où se rencontrent la rue Voltaire, la rue Jean-Bonal et le boulevard de la République.
Plus loin, elle croise le rond-point de Valpaços (ancien carrefour de Sartoris) et se termine à la route départementale 106.

## Origine du nom
Cette rue tient son nom du marquis Victor de l'Aigle, gendre et héritier du banquier Pierre-Urbain Sartoris, qui acquit la Garenne de Colombes en 1820.

## Bâtiments remarquables et lieux de mémoire
- Garenne de Colombes ;
- Jardin Jean-Jerphanion ;
- Square Jean-Nicolas-Corvisart ;
- Square Aimé-Heitzmann